# Jaubari (Gorkha)
Jaubari (nep. जौबारी) – gaun wikas samiti w zachodniej części Nepalu w strefie Gandaki w dystrykcie Gorkha. Według nepalskiego spisu powszechnego z 2001 roku liczył on 917 gospodarstw domowych i 4182 mieszkańców (2344 kobiet i 1838 mężczyzn).